# Marian Lutosławski
Marian Lutosławski (ur. 1871 w Drozdowie, zm. 5 września 1918 w Moskwie) – polski działacz społeczno-polityczny, przedsiębiorca, inżynier, mechanik oraz wynalazca. Pionier zastosowania żelbetu w budownictwie oraz silnika Diesla do wytwarzania prądu.

## Rodzina

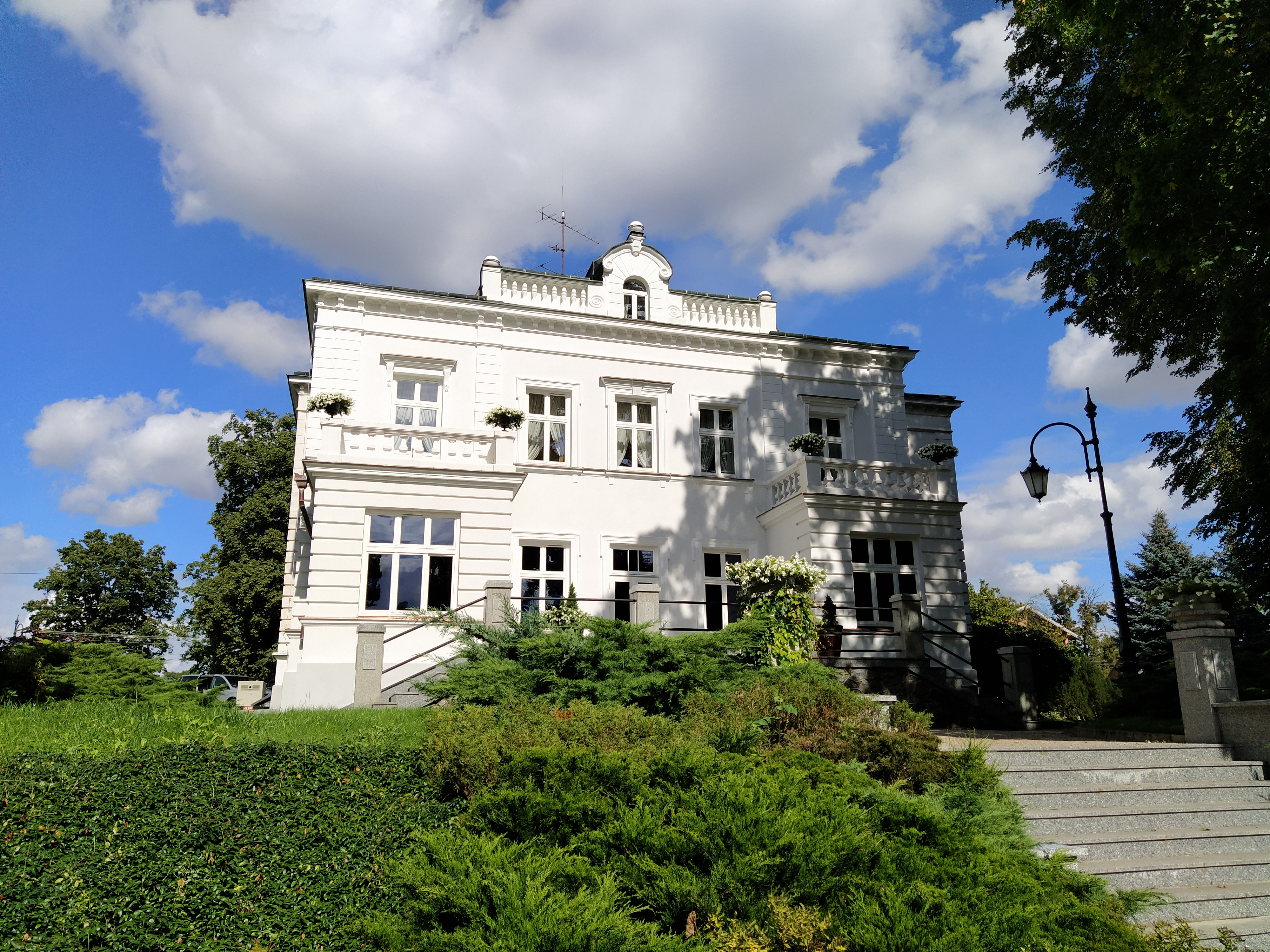
Dwór Lutosławskich w Drozdowie, obecnie muzeum

Urodził się w ziemiańskiej rodzinie Lutosławskich herbu Jelita, ze związku agronoma Franciszka Dionizego Lutosławskiego oraz jego drugiej żony Pauliny Szczygielskiej. Miał pięcioro braci: Stanisława, redaktora i publicystę Jana, księdza i parlamentarzystę Kazimierza, profesora filozofii Wincentego oraz polityka Józefa. Witold Lutosławski, jeden z najważniejszych europejskich kompozytorów 20. wieku, był synem Józefa, a bratankiem Mariana.
Marian Lutosławski w 1898 roku ożenił się z Marią z domu Zielińską, z którą miał czworo dzieci: dwóch synów Franciszka i Zbigniewa oraz dwie córki Hannę i Zofię.

## Życiorys
Urodził się w rodzinnym majątku Drozdowo w obecnym powiecie łomżyńskim. Ta część Polski znajdowała się wówczas pod zaborem rosyjskim. Studiował na Politechnice w Rydze, a także w innych rosyjskich i zagranicznych uczelniach, uzyskując dyplom z inżynierii elektrycznej na Uniwersytecie Technicznym w Darmstadt w Niemczech. Lutosławski po studiach za granicą zamieszkał w Warszawie, gdzie założył fabrykę o nazwie Grafit produkującą sejfy ognioodporne. Został również wykładowcą na wydziale mechanicznym Szkoły Wawelberga i Rotwanda.
W 1900 roku zbudował pierwszą w Polsce elektrownię o mocy 250 kW napędzaną silnikiem wysokoprężnym, która została uruchomiona przy warszawskim Hotelu Bristol. Drugą o mocy 240 kW zbudował w pasażu Simonsa w Warszawie. Wprowadził do napędzania urządzeń nowe techniki, takie jak zastosowanie prądu trójfazowego. W 1902 roku założył biuro techniczno-projektowe rozwijające swoją działalność w branży budowlanej i specjalizujące się w budownictwie z betonu zbrojonego.
Był propagatorem zastosowania żelbetu w budownictwie, w tym w mostach opartych na nowej technologii François Hennebique’a. Jako pierwszy w Polsce opracował naukowo i praktycznie zagadnienia konstrukcji żelbetowej, a także był pionierem zastosowania tych technologii w praktyce. Zaprojektował stropy żelbetowe pierwszego domu zbudowanego z użyciem tej techniki przy ulicy Solec w Warszawie oraz elementy konstrukcji nośnej w kościele św. Zbawiciela w Wilnie. W latach 1908–1909 zaprojektował i zbudował dwa pierwsze żelbetowe mosty w Lublinie. Na podstawie swojego doświadczenia Lutosławski prowadził wykłady oraz kursy, pisał artykuły oraz instrukcje z zakresu inżynierii lądowej.

### Działalność społeczno-polityczna
Lutosławski był społecznikiem, który udzielał się w wielu organizacjach pożytku publicznego. Przyczynił się do powstania w 1898 roku Stowarzyszenia Techników w Warszawie oraz kilka lat później Koła Żelbetników działającego w ramach tego stowarzyszenia. W 1899 roku pełnił funkcję sekretarza Delegacji Elektrotechnicznej. Był także współzałożycielem rady Banku Towarzystw Spółdzielczych, współtwórcą organizacji społeczno-wychowawczej – Polska Macierz Szkolna oraz Towarzystwa Naukowego Warszawskiego, gdzie kilkukrotnie pełnił funkcję przewodniczącego Wydziału Matematyczno-Przyrodniczego.
Był również członkiem zarządu Stronnictwa Narodowo-Demokratycznego i aktywnym działaczem Ligi Narodowej. W 1906 roku wraz z Władysławem Grabskim był członkiem komitetu oraz zarządu Centralnego Towarzystwa Rolniczego w Królestwie Polskim. W czasie I wojny światowej był jednym z inicjatorów Polskiego Komitetu Pomocy Sanitarnej PKPS. 3 sierpnia 1914 roku został członkiem Komitetu Obywatelskiego Miasta Warszawy. 25 listopada 1914 roku był jednym z sygnatariuszy proklamacji określającej stanowisko polskie w obliczu wojny wydanej przez Komitet Narodowy Polski utworzony przez Romana Dmowskiego. W 1915 roku z powodu działań wojennych większość rodziny Lutosławskiego ewakuowała się w głąb Rosji. Mając nadzieję na odzyskanie zbrojne terenów zajętych przez wojska niemieckie Marian oraz Józef zajęli się organizacją polskich sił zbrojnych walczących po stronie carskiej Rosji – Legionu Puławskiego. Reprezentował KC PKPS w Moskwie niosącej pomoc uchodźcom z Polski. Jego działania obejmowały tworzenie polskich przedszkoli, organizowanie warsztatów, szpitali i ośrodków pomocy i opieki medycznej. Był członkiem Centralnego Komitetu Obywatelskiego Królestwa Polskiego w Rosji w 1915 roku. W lipcu 1917 roku został członkiem Rady Polskiej Zjednoczenia Międzypartyjnego w Moskwie.

### Rewolucja październikowa
W 1917 roku wybuchła rewolucja październikowa. Stronnictwo Narodowo-Demokratyczne, do którego wraz z bratem Józefem należał Marian Lutosławski, było zdecydowanie przeciwne bolszewickim rządom. Obaj zaangażowali się w pomoc w czasie ewakuacji polskich uchodźców poprzez Murmańsk do Francji i Anglii. Wspierali także Murmańczyków – oddziały wojska polskiego w Murmańsku walczące przeciw komunistom. 23 kwietnia 1918 roku zostali za tę działalność aresztowani przez bolszewików pod zarzutem działalności kontrrewolucyjnej. Przewiezieni do Moskwy i 5 września 1918 roku jako „kontrrewolucjoniści” rozstrzelani na kilka dni przed procesem, bez sądu, w masowej egzekucji dokonanej we wsi Wsiechswiatskoje pod Moskwą. Jego grób symboliczny znajduje się na cmentarzu Powązkowskim w Warszawie (kwatera 175-rząd 1/2)

## Zrealizowane projekty inżynierskie

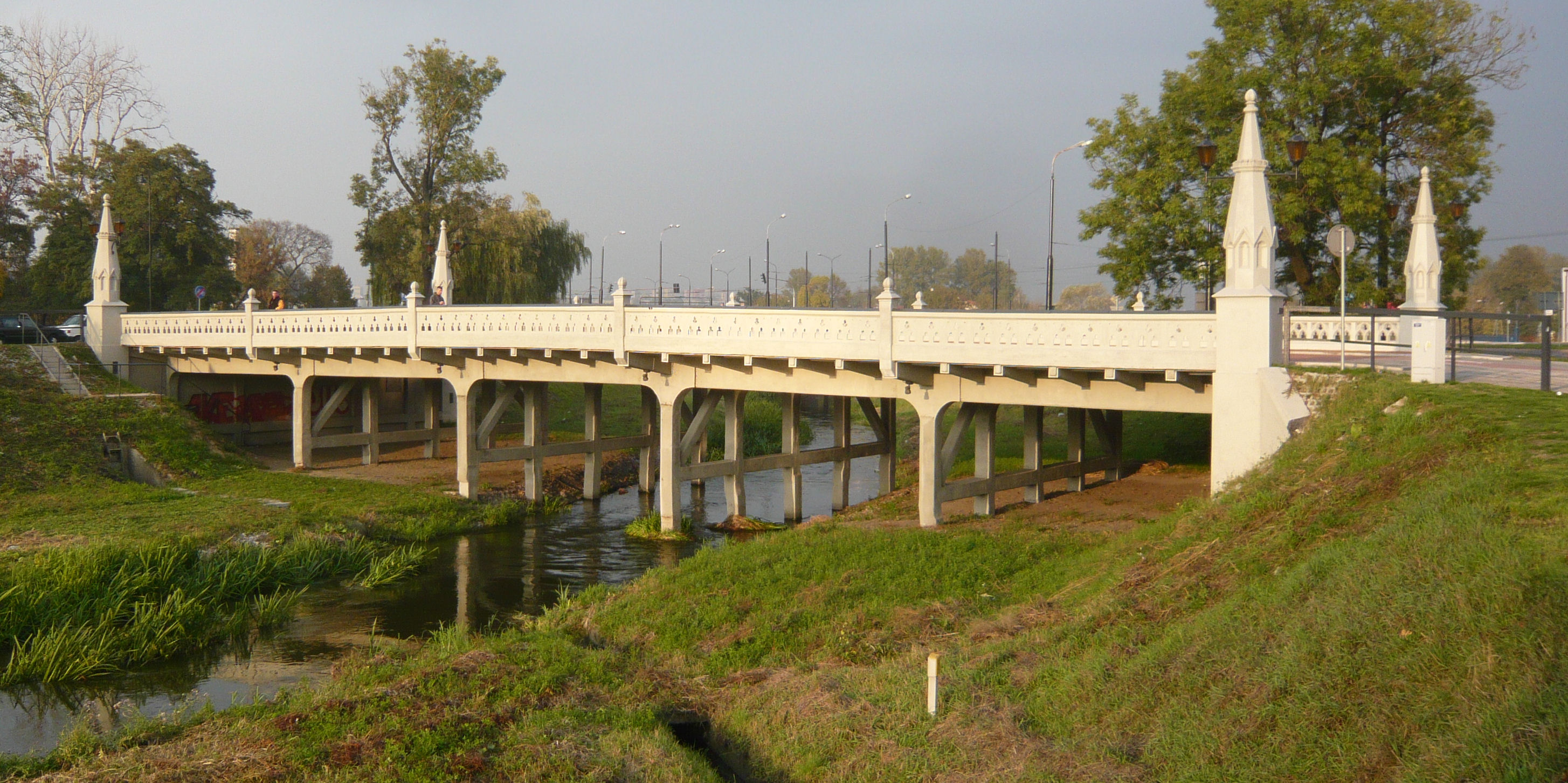
Most Mariana Lutosławskiego przy ulicy Zamojskiej w Lublinie

- 1900 – projekt elektrowni o mocy 250 kW napędzanej silnikiem spalinowym Diesla dla zespołu hotelu Bristol w Warszawie,
- 1908 – projekt mostu nad Bystrzycą na ul. Kalinowszczyzna w Lublinie,
- 1909 – projekt mostu nad Bystrzycą przy ul. Zamojskiej w Lublinie,
- 1910 – dwa projekty mostów w Tuligłowach k. Krasnegostawu oraz w Piaskach w Warszawie (obecnie nieistniejące).

## Publicystyka
Od 1905 roku organizował redakcję kupionego przez Stronnictwo Narodowo-Demokratyczne „Gońca Porannego i Wieczornego”. Był jednym z redaktorów „Polskiego Słownika Elektrotechniki”, a także autorem wielu artykułów i publikacji związanych z inżynierią oraz budownictwem:
- O zastosowaniu prądów zmiennych o wysokim napięciu do celów motorycznych 1896,
- Prąd elektryczny – jego wytwarzanie i zastosowanie 1900,
- Materyały do słownictwa elektrotechnicznego 1904,
- Nowy system głębokiego fundamentowania na gruntach niepewnych 1907,
- Pale betonowe SIMPLEX do fundamentowania na gruntach niepewnych 1908,
- Warunki techniczne do projektowania i wykonania robót żelbetowych w budownictwie szkieletowem miejskiem 1914.

## Upamiętnienie
- Marian Lutosławski jest patronem mostu w Lublinie na Bystrzycy[16].